# موريشيما تشوريو

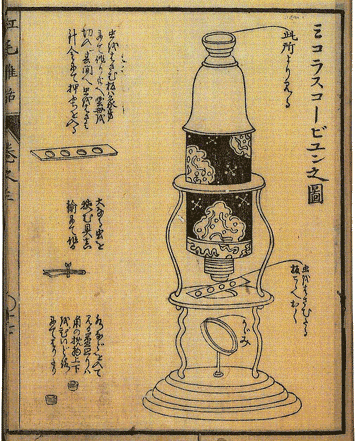
رسم توضيحي للمجهر في كتاب حكايات مختلفة من الهولنديين (紅毛雑話) للكاتب موريشيما تشوريو الصادر عام 1787.

مورشيما تشوريو (باليابانية: 森島 中良؛ 1756 – 29 ديسمبر 1810) كان كاتبًا يابانيًا في فترة إيدو. اشتهر برواياته الشعبية، كما ألف عدة أعمال جراء حركة الرانغاكو (الدراسات الغربية). في بداياته، شارك تشوريو في تأليف عدة مسرحيات مع هيراغا غيناي، واستمر في الكتابة في مختلف أنواع الأدب الشعبي المعروف. تشوريو كان الأخ الأصغر لكاتسوراغاوا هوشو، الطبيب الشوغوني والباحث البارز في اثناء حركة الرانغاكو التوطينية لكافة العلوم الغربية.